# Thomas Tull

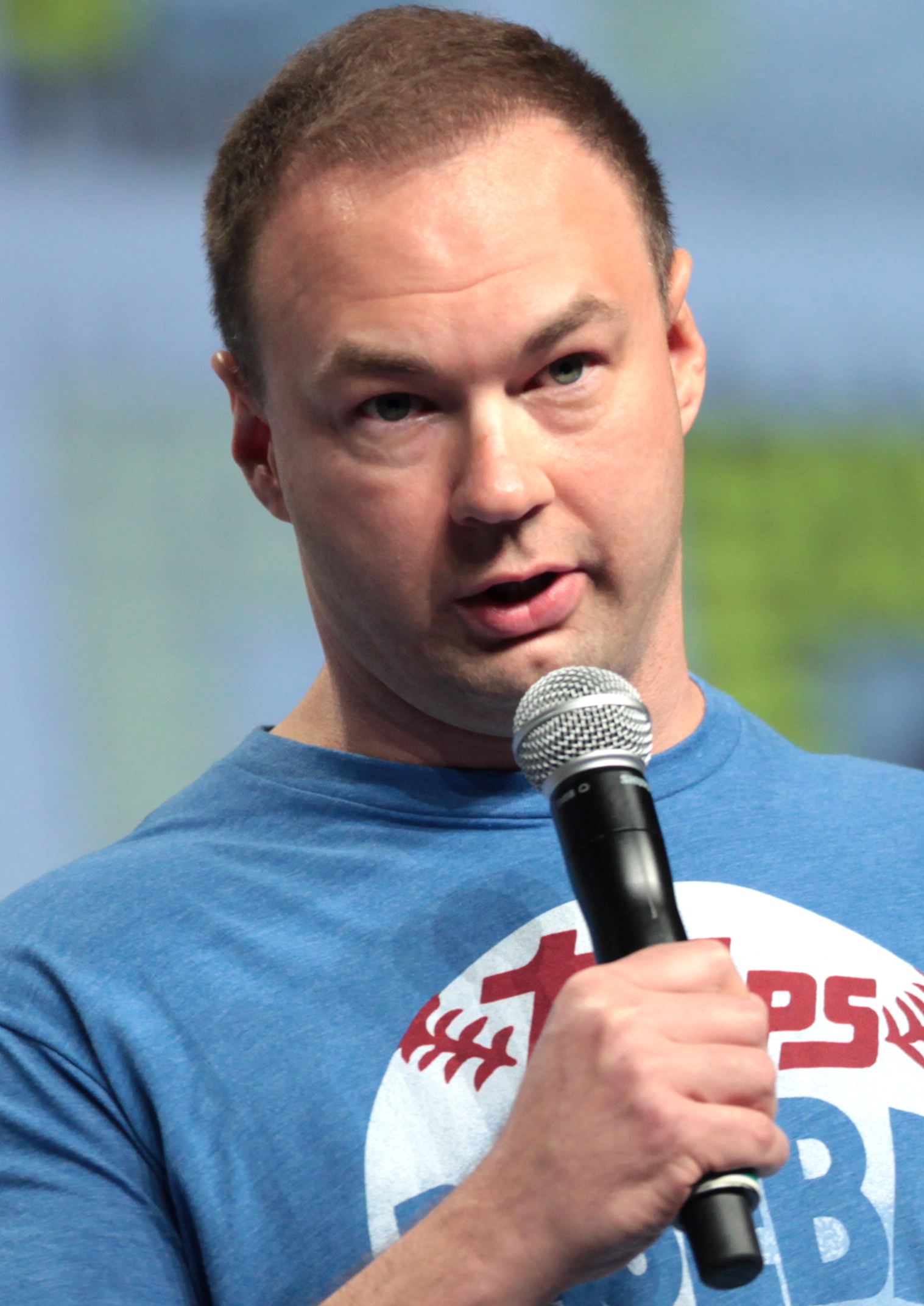
Thomas Tull (2014)

Thomas Tull (* 1970) ist ein US-amerikanischer Unternehmer und Filmproduzent. Tull war von 2000 bis 2017 CEO des von ihm gegründeten Filmproduktionsunternehmens Legendary Pictures. Danach gründete er die Investment-Holding Tulco.

## Leben und Karriere
Tull wuchs als Sohn einer alleinerziehenden Mutter in Binghamton, New York auf. Er studierte am Hamilton College.
Nach Abschluss seines Studiums gab er seinen ursprünglichen Plan einer Anwaltskarriere auf und gründete eine Kette von Waschsalons. Später erwarb er verschiedene Steuerbüros, die er dann wieder mit Gewinn veräußerte. Außerdem wirkte Tull als Chief of Operations von Tax Services of America. Dann stieg er in erste Private-Equity-Geschäfte ein. Er wurde Mitarbeiter der Convex Group, wo er bis zum President des Unternehmens aufstieg. Über verschiedene Projekte kam er erstmals mit der Unterhaltungsindustrie in Berührung.
Im Jahr 2000 gründete er schließlich das Produktionsstudio Legendary Pictures. Bei einer Diskussion mit einem Manager eines Filmstudios im Jahr erkannte Tull 2003 die Möglichkeit, über Private Equity große Filmprojekte zu finanzieren. Über Aktien-Geschäfte konnte er schließlich 600 Mio. US-Dollar ansammeln. 2005 unterzeichnete er einen Kooperationsvertrag mit Warner Bros. über die Co-Produktion und Co-Finanzierung von 40 Filmen in einem Zeitraum von sieben Jahren. Die ersten Filmprojekte waren Batman Begins und Superman Returns. Legendary war das erste Unternehmen seiner Art, das große Hollywood-Filme durch Privatkapital und Hedgefonds-Investments finanzierte. Dieses Geschäftsmodell brachte ihm 2005 die Auszeichnung für den „Media / Entertainment Deal of the Year“ vom IDD Magazine ein. Nachdem der Vertrag mit Warner Bros. ausgelaufen war, verkündete Tull im Juli 2013, dass Legendary Pictures ab 2014 eine Partnerschaft mit Universal Pictures eingehen werde. Der Vertrag war auf 5 Jahre angelegt. Stand 2015 hatten von Legendary produzierte Filme ein weltweites Box Office von mehr als 12 Milliarden US-Dollar erwirtschaftet. Im Januar 2017 trat er von seinem Posten als CEO von Legendary Pictures zurück.
Im gleichen Jahr gründete Tull die Holding Tulco, mit der er in verschiedene Unternehmen investiert und sie bei der Umsetzung von Künstlicher Intelligenz, Machine Learning und Predictive Analytics berät. Tull fungiert als Chairman und CEO des Unternehmens.
Tull ist Mitglied des Board of Trustees des American Film Institute (AFI), des San Diego Zoo und der Zoological Society of San Diego. Seit 2009 ist er außerdem Investor der American-Football-Mannschaft Pittsburgh Steelers.
Thomas Tull ist verheiratet und Vater von Zwillingssöhnen. Er lebte mit seiner Familie in Pittsburgh. Sein Privatvermögen wird auf ca. 1,7 Milliarden US-Dollar geschätzt.

## Filmografie (Auswahl)
Executive Producer
- 2006: Superman Returns
- 2006: Lucas, der Ameisenschreck (The Ant Bully)
- 2006: Bierfest (Beerfest)
- 2006: 300
- 2006: Sie waren Helden (We Are Marshall)
- 2007: Trick ’r Treat
- 2008: 10.000 B.C.
- 2008: The Dark Knight
- 2009: Watchmen – Die Wächter (Watchmen)
- 2009: Shopping-Center King – Hier gilt mein Gesetz (Observe and Report)
- 2009: Under the Hood (Kurzfilm)
- 2009: Hangover (The Hangover)
- 2009: Ninja Assassin
- 2009: Wo die wilden Kerle wohnen (Where the Wild Things Are)
- 2010: Kampf der Titanen (Clash of the Titans)
- 2010: Jonah Hex
- 2010: Inception
- 2010: The Town – Stadt ohne Gnade (The Town)
- 2010: Stichtag (Due Date)
- 2011: Sucker Punch
- 2011: Hangover 2 (The Hangover Part II)
- 2012: Zorn der Titanen (Wrath of the Titans)
- 2012: The Dark Knight Rises
- 2013: Jack and the Giants (Jack the Giant Slayer)
- 2013: 42 – Die wahre Geschichte einer Sportlegende (42)
- 2013: Hangover 3 (The Hangover: Part III)
- 2013: Man of Steel
- 2014: Dracula Untold
- 2014: Interstellar
- 2014: Unbroken
- 2015: Jurassic World
- 2015: Straight Outta Compton
- 2015: Everest
- 2021: Dune

Producer
- 2008: It Might Get Loud (Dokumentarfilm)
- 2011: Comic-Con Episode IV: A Fan's Hope (Dokumentarfilm)
- 2013: Pacific Rim
- 2014: 300: Rise of an Empire
- 2014: Godzilla
- 2014: Katakomben (As Above, So Below)
- 2014: Seventh Son
- 2015: Blackhat
- 2015: Crimson Peak
- 2015: Krampus
- 2016: Fastball (Dokumentarfilm)
- 2016: Warcraft: The Beginning (Warcraft)
- 2016: The Great Wall
- 2016: Spectral
- 2017: Kong: Skull Island
- 2018: Pacific Rim: Uprising
- 2019: Godzilla II: King of the Monsters
- 2021: Godzilla vs. Kong
- 2022: Fresh
- 2024: Godzilla × Kong: The New Empire